# Chucho Valdés

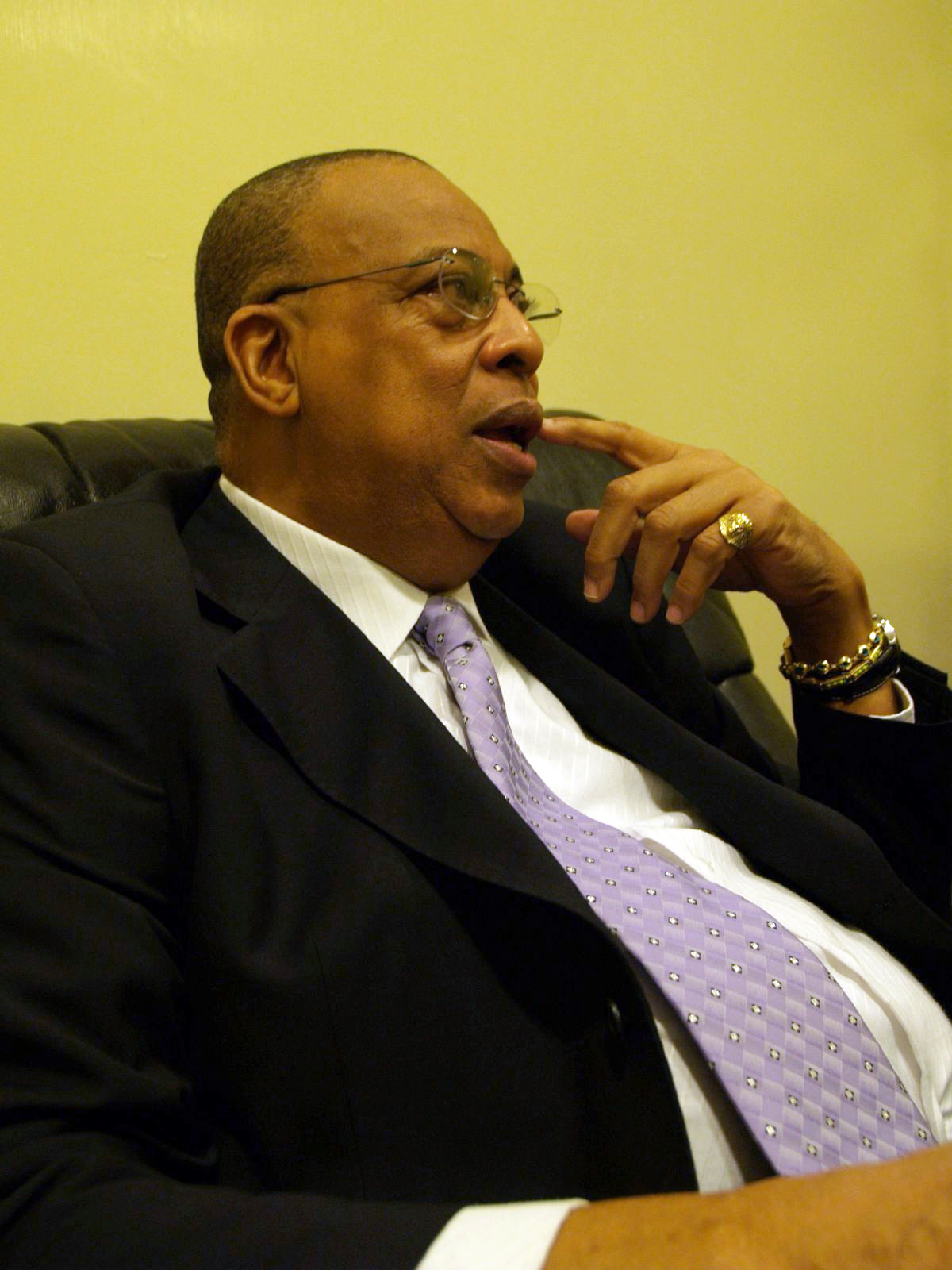
Chucho Valdés (2007)

Dionisio de Jésus „Chucho“ Valdés Rodríguez (* 9. Oktober 1941 in Havanna, Kuba) ist ein kubanischer Pianist und Komponist des Latin- und Modern Jazz, der an Verbindungen der kubanischen Musik mit anderen Musikgenres arbeitet. Er ist einer der bekanntesten kubanischen Jazzmusiker.

## Leben und Wirken
Valdés entstammt einer Pianistenfamilie: Bebo Valdés war sein Vater; seine Mutter Pilar Rodríguez ist gleichfalls Pianistin, ebenso wie sein Sohn Chuchito Valdés. Er begann mit dem Pianospiel im Alter von drei Jahren und bestand 1950 die Aufnahmeprüfung für das Konservatorium in Havanna. Als Jugendlicher spielte er in der Hausband des Club Tropicana, deren musikalischer Leiter er wurde. Mit 16 war er schon Kopf einer eigenen Gruppe. Ab 1963 spielte er mit Arturo Sandoval und Paquito D’Rivera, mit denen er 1967 das Orquesta Cubana de Música Moderna gründete. Mit diesem Ensemble führte er eigene Kompositionen wie seine „Misa Negra“ (1969) auf. 1970 trat er auf dem Jazz Jamboree in Warschau auf. Mit Sandoval und D’Rivera gründete er 1973 die Gruppe Irakere, die 1978 auf dem Jazz Festival Montreux und dem Newport Jazz Festival auftrat. Valdés, der Hauptkomponist der Gruppe, leitete diese auch nach dem Ausscheiden von Sandoval und D’Rivera weiter. Nachdem er einen Vertrag bei Blue Note Records erhalten hatte, konzentrierte er seine Auftritte und Aufnahmen auf Quartett-, Trio- und Soloprojekte. Daneben wirkte er als Sideman bei Roy Hargrove. Die Leitung von Irakere gab er 1998 an seinen Sohn Francisco ab. 2009 formierte er die fünfköpfige Band The Afro-Cuban Messengers, mit denen er seitdem die Alben Chucho’s Steps (2010) und Border-Free (2013) produziert und internationale Konzertreisen unternommen hat.
Valdés fungierte von 1992 bis 2009 als Präsident des jährlichen Festivals Jazz Plaza in Havanna. Er ist Professor und Leiter der Klavierabteilung des Instituto Superior de Arte. Weiterhin unterrichtet er an der Escuela Nacional de Arte Kubas, aber auch am Berklee College of Music.
Valdés veröffentlichte bislang 31 Platten, von denen fünf mit Grammy-Awards ausgezeichnet wurden. Er verfügt über ein sehr kraftvolles, phrasierungsreiches Spiel, in das er lateinamerikanische Harmonik und afroamerikanische Rhythmik einfließen lässt.

### Politisches Engagement
Auf kulturpolitischer Ebene kämpfte Valdés nach eigener Aussage gegen das von den kubanischen Behörden verfügte Verbot der Musik seines exilierten Vaters Bebo, das er als „frustrierend“ empfunden habe. Bereits 2009 äußerte sich Valdés in einem Interview mit der spanischen Tageszeitung El País empört, dass die kubanischen Medien zwar über die Auszeichnung des gemeinsamen Albums Juntos para siempre mit dem Latin Grammy berichtet, dabei jedoch den Namen des Vaters unerwähnt gelassen hatten.
Valdés gehört als eines von 26 ständigen Mitgliedern zum nationalen Vorstand des staatlichen kubanischen Künstler- und Schriftstellerverbands UNEAC.

## Preise und Auszeichnungen
Valdés ist Ehrenbürger von Ponce (Puerto Rico), Panama-Stadt sowie der US-amerikanischen Städte Los Angeles, San Francisco und New Orleans. Der Stadtrat von Madison (Wisconsin) ehrte ihn 2001 mit einem offiziellen „Jesús-Chucho-Valdés-Tag“. 2011 verlieh ihm das Berklee College of Music die Ehrendoktorwürde. Valdés wird mit einer NEA Jazz Masters Fellowship geehrt.

## Diskografie (Auswahl)
- 1978 – Live at Newport
- 1986 – Lucumí
- 1991 – Solo Piano

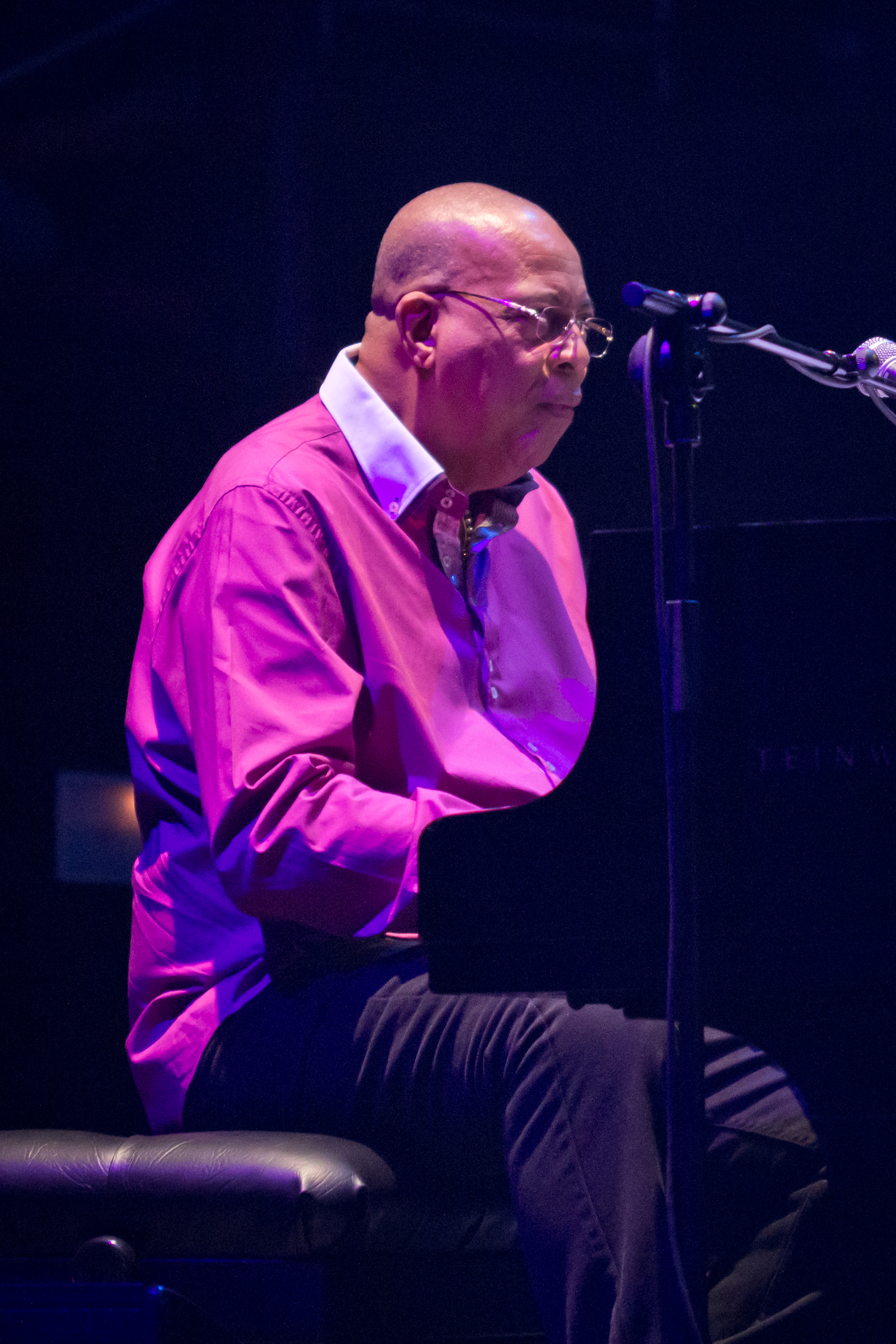
Chucho Valdés 2014 bei einem Konzert in Madrid

- 1995 – Grandes de La Música Cubana, Vol. 1
- 1997 – Pianissimo
- 1998 – Bele Bele en La Habana
- 1999 – Babalú Ayé
- 1999 – Briyumba Palo Congo
- 2000 – Boleros Inigualables
- 2000 – Cuban Jazz Pianissimo
- 2000 – Live at the Village Vanguard
- 2000 – Unforgettable Boleros
- 2001 – Chucho Valdés y su Cuban Jazz
- 2001 – Solo: Live in New York
- 2002 – Canciones Inéditas
- 2002 – Cantata a Babalú Ayé
- 2002 – Fantasía Cubana: Variations on Classical Themes
- 2002 – Yemayá
- 2003 – New Conceptions
- 2005 – Canciones Ineditas
- 2005 – Virtuoso
- 2007 – Cancionero Cubano
- 2008 – Juntos Para Siempre (mit Bebo Valdés)
- 2010 – Chucho's Steps (Grammy 2011)
- 2012 – Piano y charango con Eddy Navia
- 2013 – Border-Free
- 2015 – Tribute to Irakere: Live in Marciac (Grammy 2017)

## Lexigraphischer Eintrag
- Martin Kunzler: Jazz-Lexikon. Band 2: M–Z (= rororo-Sachbuch. Bd. 16513). 2. Auflage. Rowohlt, Reinbek bei Hamburg 2004, ISBN 3-499-16513-9.